# Dave Akam
David „Dave“ Akam (* 2. November 1960 in Camberwell, London) ist ein ehemaliger britischer Radrennfahrer.

## Sportliche Laufbahn
Akam war mehrfacher britischer Meister bei den Junioren. 1978 startete er in den Wettbewerben im Bahnradsport bei den Commonwealth Games für England. Als Amateur gewann er 1979 und 1981 die nationale Meisterschaft in der Einerverfolgung. 1980 gewann er den Titel im Zweier-Mannschaftsfahren mit Tony James als Partner. 1980 wurde er hinter Sean Yates Vize-Meister in der Einerverfolgung und Dritter in der Mannschaftsverfolgung. Eine Sturzverletzung im Vorfeld der Olympischen Sommerspiele brachte ihn um eine Nominierung für Olympia. Von 1981 bis 1983 lebte Akam in den Niederlanden und in Frankreich (er fuhr dort für den Athletic Club de Boulogne-Billancourt) und bestritt für dortige Vereine Rennen.
Auf der Straße war Akam besonders in Zeitfahrwettbewerben erfolgreich. 1981 gewann er die Trofeo Valco Couple Time Trial, 1982 den Grand Prix de France und eine Etappe im Sealink International Grand Prix, 1983 den Chrono des Nationes vor Patrice Esnault, 1984 die Cronostaffetta mit Francesco Moser und Roger De Vlaeminck. In der Trofeo Baracchi wurde er 1981 Zweiter mit Steve Jones als Partner. Als Amateur siegte er 1980 im Goodwood Classic, 1981 im Rennen Fayt-le-Franc, 1982 in der Trofee Jan Van Erp. 1983 gewann er das Etappenrennen Tour de l’Essonne mit einem Etappenerfolg.
1984 wurde er Berufsfahrer im italienischen Radsportteam Gis-Gelati und fuhr als Helfer für Francesco Moser. 1984 schied er in der Vuelta a España aus. Im Giro d’Italia 1984 wurde er 137. der Gesamtwertung, 1985 schied er aus.